# Xiquets de Cambrils
Els Xiquets de Cambrils són una colla castellera de Cambrils, al Baix Camp. La colla va realitzar actuacions des del 1993 fins al 2001, any en què va desaparèixer. L'any 2013 es va refundar i actualment és plenament activa. Vesteixen camisa de color bordeus.

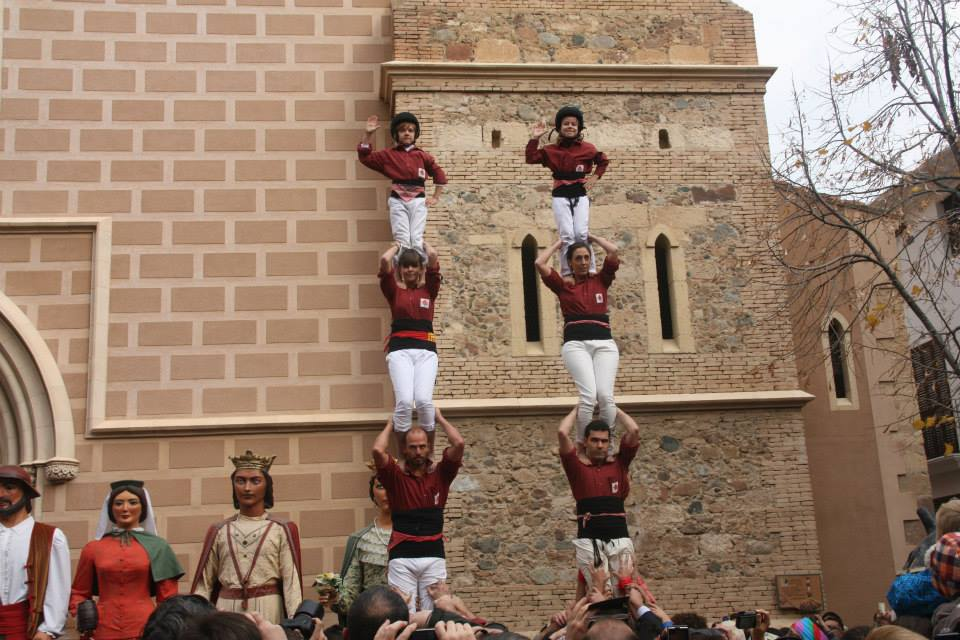
Pilars de 4 a la primera actuació després de la refundació

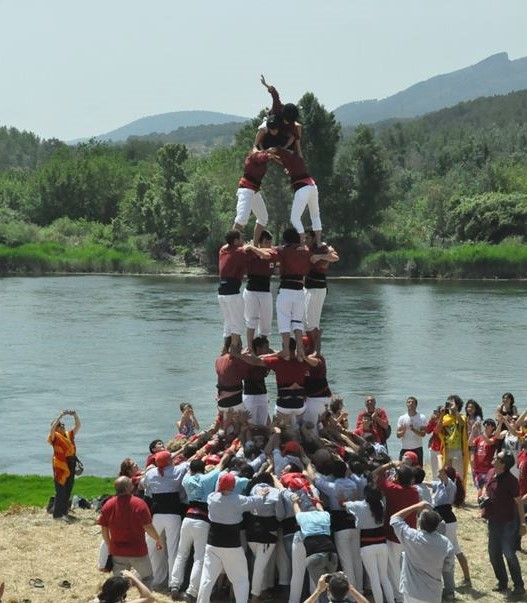
4 de 6 a Miravet

Els primers contactes per refundar la colla van sorgir entre excastellers a començaments del mes de setembre de 2013. D'aquesta manera, el dia 20 de setembre van dur a terme una reunió informativa que va comptar amb l'assistència d'una setantena de persones. El dia 4 d'octubre van realitzar el primer assaig de la colla a la plaça de la Vila de Cambrils. La primera assemblea, realitzada el 25 d'octubre, va acordar nomenar Estanis Sarrà president de la colla, va formar la primera junta i va aprovar els estatuts. D'aquesta forma, la Coordinadora de Colles Castelleres de Catalunya va admetre els Xiquets de Cambrils com a nova «colla en formació» el 4 de novembre.
La millor diada realitzada pels Xiquets de Cambrils va a ser la Festa Major de la Immaculada el dia 8 de desembre de 1997. Van descarregar el 3 de 7, el 4 de 7, el 4 de 7 amb l'agulla i el pilar de 5. Aquesta mateixa diada també la van realitzar anteriorment a la diada dels Xiquets de Reus el 5 de novembre de 1995. Pel que fa a l'actual etapa de la colla, la millor diada va ser realitzada a la V Trobada de Colles del Sud, a Cambrils, el 4 de novembre de 2017, on es van descarregar el 3 de 7, el 4 de 7, el 2 de 6 (a més d'un 5 de 6) i el pilar de 5.